# 張廷俊
張廷俊（15世紀—16世紀），浙江寧波府鄞縣人，明朝政治人物。

## 生平
張廷俊是弘治十四年（1501年）辛酉科浙江鄉試第三十二名舉人，授鶴慶同知，為官清慎，修築西登泉隄灌城東北泉水到西登四村田，又建立旬頭、旬尾、中路、東路、西路多所社學讓府民就學，為政廉慎公恕，餘暇與諸生講解經籍，士民仰慕，教化外族，清除盜賊，在地方多惠政，人民為他立下《攀留碑記》，官至知府。

## 引用
1. 1 2  光緒《鄞縣志·卷三十四·人物傳九》：張泮，字味芹，舉宏治十四年鄉試……同科舉人張廷俊 嘉靖志，任鶴慶同知，均水利、訓社童、嚴寇盜，惠政實多 雲南通志，累官知府。 嘉靖志
2. ↑  四庫全書《雲南通志·卷十三·水利》：鶴慶府……西登泉隄 在城東北三十五里泉出沛，明同知張廷俊築堤束水灌西登四村田
3. ↑  萬曆《雲南通志·卷八·學校志第五》：鶴慶府 廟學……社學 旬頭凡十二所，旬尾凡十所，中路凡六所，東路凡三所，西路凡五所，俱同知張廷俊建，知府馬卿重修。
4. ↑  康熙《鶴慶府志·卷十七·名宦志》：張廷俊 浙江鄞縣舉人，守官清慎，興水利、化夷人、立社學、除盜賊，惠政實多，立有《攀留碑記》。